# Coalmont (Pensilvania)
Coalmont es un borough ubicado en el condado de Huntingdon en el estado estadounidense de Pensilvania. En el año 2000 tenía una población de 128 habitantes y una densidad poblacional de 428 personas por km².

## Geografía
Coalmont se encuentra ubicado en las coordenadas 40°12′38″N 78°12′3″O / 40.21056, -78.20083.

## Demografía
Según la Oficina del Censo en 2000 los ingresos medios por hogar en la localidad eran de $38,750 y los ingresos medios por familia eran $52,917. Los hombres tenían unos ingresos medios de $30,625 frente a los $28,750 para las mujeres. La renta per cápita para la localidad era de $15,260. Alrededor del 7.6% de la población estaba por debajo del umbral de pobreza.